# Courtoin
Courtoin is een gemeente in het Franse departement Yonne (regio Bourgogne-Franche-Comté) en telt 39 inwoners (2009). De plaats maakt deel uit van het arrondissement Sens.

## Geografie
De oppervlakte van Courtoin bedraagt 6,5 km², de bevolkingsdichtheid is dus 6 inwoners per km².
De onderstaande kaart toont de ligging van Courtoin met de belangrijkste infrastructuur en aangrenzende gemeenten.

## Demografie
Onderstaande figuur toont het verloop van het inwonertal (bron: INSEE-tellingen).